# Tiho Orlić
Tiho Orlić (Split, 16. studenoga 1976.) hrvatski je glazbenik. Pjevač, producent, aranžer i izvođač pop rock pjesama.

## Životopis
Tiho Orlić rođen je 16. studenoga 1976. godine u Splitu. Glazbeno obrazovanje stekao je u glazbenoj školi Josip Hatze u Splitu. Kao srednjoškolac osniva svoj prvi bend s kojim snima nekoliko pjesama, te se upoznaje sa studijskim radom i profesionalnim glazbenim djelovanjem.
1994. godine gostuje na nekoliko pjesama Marka Perkovića Thompsona snimajući prateće vokale, a dvije godine poslije započinje njihova dugogodišnja glazbena suradnja. Tijekom vremena, stotina koncerata, te turneja u domovini i svijetu, pokazuje afinitet za produkciju, studijski i aranžerski rad, što će kasnije obilježiti mnoge Thompsonove legendarne pjesme, albume i koncerte; prvenstveno u glazbenom, ali i u vizualnom identitetu.
Prvo službeno pojavljivanje kao solo izvođač imao je na festivalu Melodije Mostara 2000. godine, na kojem je izveo veliki hit "Daleko je", da bi godinu dana poslije na istoj sceni Tiho i Thompson izveli pjesmu "Stari se", te osvojili Grand prix legendarnog Mostarskog festivala.
Tihin prvi album izdan je na ljeto 2004. godine u izdanju diskografske kuće Croatia Records, a čak 7 pjesama s albuma nagrađeno je na raznim festivalima diljem domovine.
Nakon tako uspješnog solo projekta, potpuno se posvećuje radu s Thompsonom, te radi glazbene aranžmane i produkciju na jednom od najuspješnijih albuma novije hrvatske povijesti, legendarnom "Bilo jednom u Hrvatskoj", kojeg je pratila i najveća istoimena koncertna turneja s više od 150 dvoranskih i stadionskih nastupa diljem Hrvatske i svijeta, a atmosferu s turneje najbolje oslikava DVD s zagrebačkog koncerta na Maksimiru ispred 60.000 ljudi.
Tijekom turneje Tiho je radio na obradama i aranžiranju starijih Thompsonovih pjesama koje su svojevrstan presjek svega onog što je Marko radio u prvih desetak godina svoje karijere. Sve to je rezultiralo albumom Druga strana u izdanju Croatia Recordsa 2008. godine. 
Godine 2012. i 2013. godine radi aranžmane i produkciju za Thompsonov album "Ora et Labora", te sudjeluje na istoimenoj turneji koja je počela velikim spektaklom u Splitu, na stadionu Poljud. Album i turneju oslikao je svježim i energičnim zvukom, koji je davao specifičan doživljaj novim pjesmama spajajući moderni rock s epskim orkestracijama.
Iste godine, nakon dugogodišnje stanke, na prijedlog Croatia Recordsa, obnavlja suradnju i potpisuje novi ugovor kao solo izvođač, koji rezultira novim uspješnim singlovima kao što su: "Neraskidivo", "Takva je ljubav prava", "Sve si dalje", "Moja ljubavi", "Uspomene", "Ne postoji nijedan način da te zaboravim" i drugi. 
Godine 2015. godine nakon završnih koncerata turneje u zagrebačkoj i splitskoj areni, prekida suradnju s Thompsonom, a novi album pod nazivom “Neraskidivo” objavljen je krajem 2017. godine u izdanju Croatia recordsa.
Paralelno sa studijskim i koncertnim aktivnostima, dodatno razvija i produkcijski rad, te dobiva poziv direkcije splitskog festivala i preuzima ulogu glazbenog producenta jednog od simbola rodnog grada.
Tijekom karijere ostvario je vrlo uspješne suradnje s mnogim svjetskim brandovima glazbene opreme kao što su Dunlop Strings, Warwick Amps and Basses, Dean Guitars, te je česti posjetitelj i gost prestižnog NAMM showa, koji se jednom godišnje održava u Anaheimu u Kaliforniji

## Diskografija

### Studijski albumi
- 2004. - Tiho
- 2017. - Neraskidivo

### Neraskidivo
1. Takva je ljubav prava
2. Sve si dalje
3. Neraskidivo
4. Ne postoji nijedan način da te zaboravim
5. Blagoslovljena
6. Tisuću sutona
7. Slijedi me
8. Uspomene
9. Srce kameno
10. Moja ljubavi

## Vanjske poveznice
- http://www.facebook.com/tiho.orlic.official
- http://instagram.com/tihoorlic
- https://www.youtube.com/user/TihoOrlicOfficial/feed